# 고트하르트 폰 힐데스하임
고트하르트(Gotthard, 또는 Godehard, 960년 – 1038년 5월 5일, 라틴어: Gotthardus, Godehardus)는 Gothard 또는 고데하르트(Godehard) 주교로도 알려져 있으며 성인으로 추앙받는 독일 주교였다.

## 생애
고트하르트는 960년에 파사우 교구의 니더알타이흐 근처에서 태어났다. 고트하르트는 니더알타이흐 수도원에서 인문학과 신학을 공부했으며, 그의 아버지 라트문트는 카논의 가신이었다. 수도원에 있는 동안 고트하르트는 워달지수스(Uodalgisus)의 지도하에 배치되었다. 고트하르트는 잘츠부르크의 대주교 궁정에 머물면서 그곳에서 교회 행정관으로 일했다. 이탈리아를 비롯한 여러 나라를 여행한 후, 고트하르트는 파사우에 있는 대성당 학교에서 류트프리트의 지도 아래 고급 연구를 마쳤다. 그후 그는 990년에 니더알타이흐에서 캐논에 합류했고, 996년에 그들의 총괄(프로보스트)이 되었다.
바이에른의 헨리 2세가 니더알타이흐의 챕터 하우스를 베네딕트회 수도원으로 개조하기로 결정 했을 때 고트하르트는 그곳에 수습사제로 머물렀고, 이후 990년에 수도원장 에른칸베르튼(Ercanbertn) 아래에서 수도사가 되었다. 993년에 고트하르트는 사제로 서품되었으며, 수도원 학교의 총장이 되었다. 996년에 수도원장으로 선출되었을 때 고트하르트는 니더알타이흐에서 클뤼니 개혁을 도입했다.
그는 성 베네딕토 회칙을 부활시키는 데 도움을 주었고, 그 후 신성 로마 제국 황제 하인리히 2세의 후원 하에 테게른제, 헤르스펠트, 크렘스뮌스터의 수도원에 수도원장을 제공하여 베네딕토회 준수를 회복했다.
그는 1022년 12월 2일에 힐데스하임의 주교가 되었으며, 마인츠의 대주교인 아리보에 의해 축성되었다. 그의 주교 집권 15년 동안, 성직자들의 존경을 얻으면서 고트하르트는 약 30개의 교회 건설을 명령했다. 그는 고령에도 불구하고 교구의 권리를 적극적으로 옹호했다. 그는 잠시 병을 앓다가 1038년 5월 5일에 사망했다.

## 시성

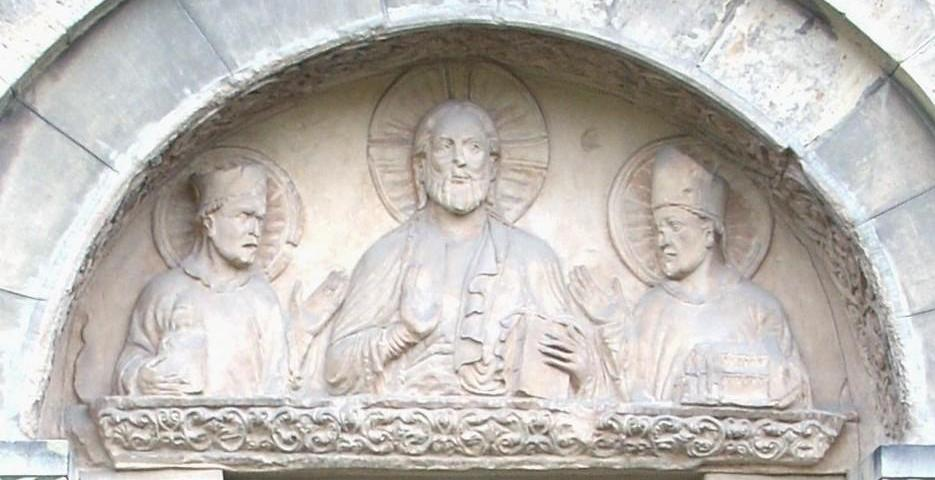
예수, 고트하르트, 그리고 에피파니오를 묘사하는 팀파눔

힐데스하임의 주교직인 베르톨트(1119~30)와 베른하르트 1세 (1130~53)에서 고트하르트의 후계자들은 그의 시성을 추진했다. 이것은 1131년 베르나르 주교 시절에 이루어졌으며, 랭스에서 열린 시노드에서 열렸다. 그곳에서 교황 인노첸시오 2세는 베르나르도와 크산텐의 노르베르트 앞에서 공식적으로 고트하르트를 성인으로 만들었다.
1132년 5월 4일 베르나르도는 고트하르트의 유물을 수도원 교회에서 힐데스하임의 대성당으로 번역했다. 5월 5일에는 고트하르트를 기리는 최초의 전례 축제가 거행되었다. 기적은 유물에 기인했다. 고트하르트 숭배는 스칸디나비아, 스위스, 동유럽으로 퍼졌다. 고트하르트는 발열, 수종, 소아병, 우박, 출산의 고통 및 통풍에 대해 호출되었다.
또한 니더알타이흐 수도원은 수도원의 유명한 문법 학교인 성고트하르트 김나지움의 유명한 수도원장을 수호성인으로 삼았다.
고트하르트는 또한 여행하는 상인들의 수호성인이 되었고, 따라서 많은 교회와 예배당이 알프스에서 그에게 헌정되었다. 힐데스하임 근처의 여행자들을 위한 그의 호스피스(Mauritiusstift)가 유명해졌다.
고대 티치노인들의 전설에 따르면 스위스 알프스의 성 고트하르트 고개에 있는 작은 교회는 밀라노의 대주교인 갈 디노(r. 1166-76)에 의해 세워졌다. 그러나 고프레도 다 부세로(Goffredo da Bussero)는 1213년에서 1230년 사이에 밀라노의 주교인 엔리코 다 세탈라(Enrico da Settala)가 교회를 설립한 것으로 보고 있다.  호스피스는 페데리코 2세 비스콘티(Federico II Visconti)가 1685년에 티치노의 단체 통제를 위해 카푸친 수도회의 보살핌에 맡겼다.

## 이름 유래
성자를 기리기 위해 여러 장소와 행사가 명명되었다.
- 고트하르트(Gothard)는 인기있는 성이다.
- 성고트하르트 고개는 역사적으로 티치노주와 스위스의 독일어 사용 지역을 연결한다.
- 헝가리 센고타드 수도원
- 센트고트하르드(Szentgottárd), 헝가리의 마을
- 성 고트하르트 전투(1664) - 오스트리아-터키 전쟁의 일부
- 성 고트하르트 전투(1705) - 라코치 페렌츠 2세i의 반합스부르크 반란의 일부